# Шиаоцова тонометрија
Шиаоцова тонометрија,  названа тако по њеном аутору Hjalmar-у Schiotz-у (1905), прва је метода мерења очног притиска.  Данас је Шиаоцов индентациони тонометар због подложности грешкама у мерењу сталног притисак унутар ока (ИОП) све је мање у употреби.

## Историја
Ову методу осмислио је   норвешки офталмолог Хјалмар Аугуст Шиаоц (Hjalmar August Schiøtz), а први пут је представио Норвешком медицинском друштву 10. маја 1905. године.
Шиaоцова тонометрија која се заснована на принципу индентационе тонометрије, пре  Голдманове апланационе тонометрије, била је широко распрострањена, све док се кроз примену није показало да не даје поуздане вредности сталног притисак унутар ока или интраокуларног притиса (ИОП). Данас се ретко користи и то претежно у медицинским установам у неразвијеним деловима света.  

## Карактеристике методе
Шиaоцов тонометар се састоји од клипа на који је окачен тег који индентира рожњачу и мери величину индентације рожњаче на постављеној скали, чије се  очитане вредности потом претварају у милиметре живе помоћу табеле.

### Предности
Предности ове тонометрије су што је тонометар јефтин, мобилан, лак за одржавање, једноставан за руковање и не захтева употребу биомикроскопа. 

### Ограничења
Разлика у крутости зидова очне јабучице нарушава тачност мерења, тако да се прецењујући резултати мерења овим тонометром добијају код старијих људи, а потцењујући код пацијената са Грејвсовом болешћу и миопијом.

### Недостаци
Недостаци због којих је овај тонометар све мање  у употреби су:
- грешке у самом инструменту,

- грешке услед контракције екстраокуларних мишића због акомодације, варијацијом запремине јабучице и ригидношћу ока,

- грешке у очитавању скале 2 - 4, која је је ± 2 mmHg код нормалних вредности, а код повишених вредности око ± 4 mmHg.

## Галерија
- Неки од музејских примерака Шиаоцовог тонометра
- Шиаоцов тонометар
- Шиаоцов тонометар